# Dominique Hasler
Pour les articles homonymes, voir Hasler (homonymie).
Dominique Hasler, née Mat le 6 octobre 1978 à Mauren, est une femme politique liechtensteinoise, membre du parti Union patriotique.
De mars 2021 à avril 2025, elle est ministre des Affaires étrangères, de l’Éducation et des Sports, dans le gouvernement de Daniel Risch après avoir été ministre de l’Intérieur, de l'Éducation et de l'Environnement dans le gouvernement Adrian Hasler II de 2017 à 2021.

## Biographie
Née Dominique Matt le 6 octobre 1978, elle a grandi à Mauren, au Liechtenstein et a pris le nom de Gantenbein à la suite du mariage de sa mère. Elle étudie à Zurich en Suisse et travaille ensuite comme enseignante spécialisée dans plusieurs écoles, avant d'obtenir une maîtrise en administration des affaires en gestion d'entreprise à l'Université du Liechtenstein (en).
À la suite des élections générales de 2017, Gantenbein est nommé ministre de l'Intérieur, de l'Éducation et de l'Environnement dans le nouveau parlement le 30 mars. Elle était l'un des deux membres de l'Union patriotique nommés ministres dans le gouvernement de coalition. 
Après son mariage avec Daniel Hasler en octobre 2018, elle a pris le nom de famille de son mari. Les élections générales de 2021 conduise de nouveau à une coalition où Dominique Hasler hérite du portefeuille de des Affaires étrangères, de l’Éducation et des Sports.